# Шпигельберг, Вильгельм
Вильгельм Шпигельберг (25 июня 1870, Ганновер — 23 декабря 1930, Мюнхен) — германский египтолог и филолог, преподаватель, научный писатель, более всего известный своей работой по изучению демотических папирусов.

## Биография
Родился в еврейской семье, его отец был банкиром; являлся вторым из четырёх детей. Среднее образование получил во II лицее Ганновера, где уже с детских лет проявил интерес к наукам, в особенности к истории и культуре Древнего Египта. Высшее образование получил в университете Страсбурга, где среди его учителей были Иоганн Дюмихен и Адольф Михаэлис, в 1892 году защитил в Страсбурге докторскую диссертацию; затем продолжил обучение в Берлинском университете у Адольфа Эрмана и Бругша, в 1894 году габилитировался; уже к концу XIX века признавался крупным специалистом по демотическим и иератическим текстам; помимо папирусов интересовался также административным устройством Нового царства. В 1895—1899 годах несколько раз посещал Египет и участвовал в раскопках в Фивах, где собирал материалы для задуманного им большого труда по истории Фиванского некрополя и рабочего вопроса в древнем Египте. С 1899 года, благодаря своим поездкам в Египет и удачным покупкам, позволившим сформировать крупную египтологическую коллекцию, занял место Дюмихена в Страсбургском университете, где преподавал в должности экстраординарного профессора; в том же году женился, впоследствии стал отцом троих детей.
С 1900 года серьёзно изучал папирусы и каталоги Египетского музея в Каире и совместно с Фрэнсисом Ллевеллином Гриффитом внёс большой вклад в расшифровку демотического письма и лексикографии. С 1907 по 1918 год был ординарным профессором египтологии в Страсбурге. В начале 1919 года, после того как Эльзас и Лотарингия по итогам Версальского мира были возвращены Франции, покинул Страсбург и перешёл в Гейдельбергский университет, где получил должность почётного профессора. С 1921 года в составе коллектива авторов работал над созданием «Коптской энциклопедии». В 1919 году стал членом-корреспондентом Гейдельбергской академии, в 1923 году непостоянным членом. В том же 1923 году возглавил кафедру египтологии в Мюнхенском университете, где основал также египтологический семинар. В 1924 году был избран полноправным членом Баварской академии наук. Скончался после неудачно проведённой операции в 1930 году. Наукой занимался практически до последних дней жизни, многие его труды остались незавершёнными.
Считался одним из лучших палеографов и знатоков демотических документов, участвовал в изданиях «Egypt Exploration Fund», обрабатывая для него иератические тексты. В 1896 году первым прочёл имя Израиля в египетской литературе в победной надписи фараона Меренпта (отражено в его работе «Победный гимн Мернептаха»). Главные работы: «Два очерка к истории и топографии фиванского некрополя» («Zwei Beiträge zur Geschichte und Topographie des Thebanisch. Necropolis») (1898); «Египетские и греческие имена собственные времён Римской империи» («Aegyptische und Griechische Eigennamen aus Römischer Kaiserzeit»); "Счета эпохи Сети I" («Die Rechnungen aus d. Zeit Seti I»); «Демотический папирус из Страсбургской библиотеки» («Die demotischen Papyrus d. Strassburger Bibliothek») (1900) и ряд других статей. «Чикагский демотический словарь» во многом основан на трудах Шпигельберга.